# Sous vide
Sous vide (francês para "sob vácuo") é um método de cozinhar em que se coloca comida numa sacola plástica selada a vácuo em baixa temperatura por um tempo maior que o tradicional. O tempo pode variar entre 2 horas e 72 horas e a temperatura precisa ser estável, normalmente entre 40°C e 70°C, dependendo do que se cozinha. O objetivo da técnica é manter a integridade do alimento, evitando a perda de umidade e sabor. Equipamentos profissionais podem custar algumas centenas de dólares, mas é teoricamente possível fazer em casa com máquinas de embalar a vácuo e água morna monitorada por um termômetro comum.

## História
O nome "sous vide" não deixa dúvidas. Sua origem é francesa, mais precisamente do restaurante Troisgros, localizado na cidade de Roanne, na França. Ela foi aplicada pela primeira vez em 1970 pelo renomado chef e ganhador de três estrelas da Michelin George Pralus. Pralus buscava métodos para cozinhar foie gras sem perder a composição original da carne e por isso adotou a delicada técnica de embalagem a vácuo para manter o alimento em perfeitas condições. Em pouco tempo o sucesso do procedimento despertou o interesse de outros cozinheiros. Anos depois, a técnica seria reproduzida pelo chef Bruno Goussault, que levou o sous vide aos pratos gourmet servidos aos viajantes de primeira classe da companhia aérea Air France. De lá para cá, o sous vide ganhou o mundo até chegar as cozinhas brasileiras.

## Vantagens
- Preservação de nutrientes
- Preservação da matéria prima
- Sabor e aparência diferenciada
- Cozimento uniforme

## Etapas
- Separar os ingredientes
- Temperar e embalar a vácuo
- Cozinhar sous vide
- Servir